# Ancien hôtel de ville (Hong Kong)
L'ancien hôtel de ville (舊香港大會堂) est la première structure de ce type présente à Hong Kong. Sa fonction différait de celle d'une mairie classique en ce sens qu'il était utilisé uniquement à des fins communautaires et n'abritait aucun bureau du gouvernement. Démoli en 1947, il occupait les emplacements actuels du siège social de HSBC (en partie) et du bâtiment de la Banque de Chine.
Il est conçu par l'architecte français Achille-Antoine Hermitte (en) et inauguré par le prince Alfred, duc d'Édimbourg le 2 novembre 1869 lors de sa visite de la colonie,.

## Conception et fonction
L'hôtel de ville est construit sur un terrain du gouvernement et des fonds sont collectés pour sa construction, qui débute en 1866, grâce à des souscriptions publiques. Le bâtiment de deux étages est conçu par l'architecte français Achille-Antoine Hermitte (en), dans un style néo-Renaissance, avec des coupoles, des colonnades et des arcs. Les installations mises à la disposition de la communauté locale comprennent un théâtre, une bibliothèque, un musée et des salles de réunion. Une fontaine, offerte par l'entreprise Dent & Co. (en), est située à l'avant (côté sud) du bâtiment,.
Le terrain est acquis par HSBC en 1933 pour y installer la troisième génération de son siège social, et fait démolir pour cela la partie ouest de l'hôtel de ville. La partie restante est démolie en 1947 pour faire place à l'actuel bâtiment de la Banque de Chine.

## Théâtre
Le bâtiment abritait le Théâtre Royal, une salle de 569 places qui a accueilli un certain nombre de pièces de théâtre amateur et professionnel pour les résidents de la colonie. Ce théâtre est rénové en 1903 pour améliorer sa fonction et son acoustique.

## Galerie

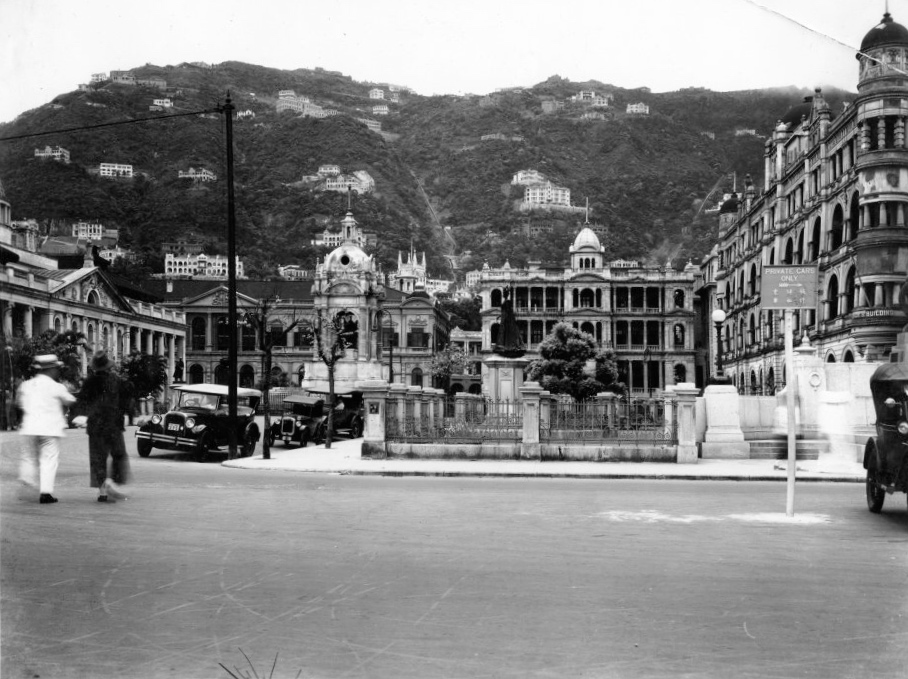
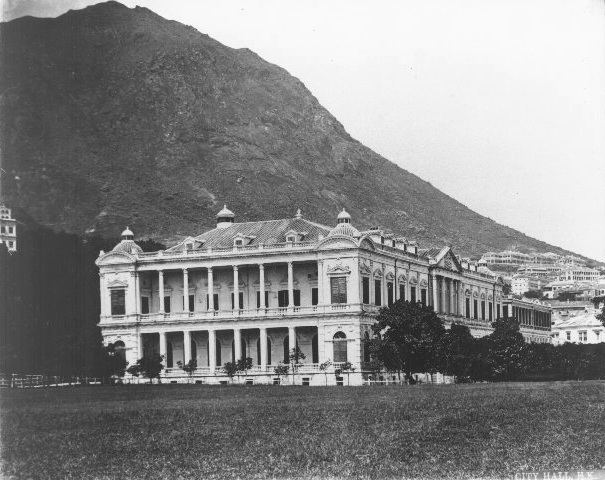
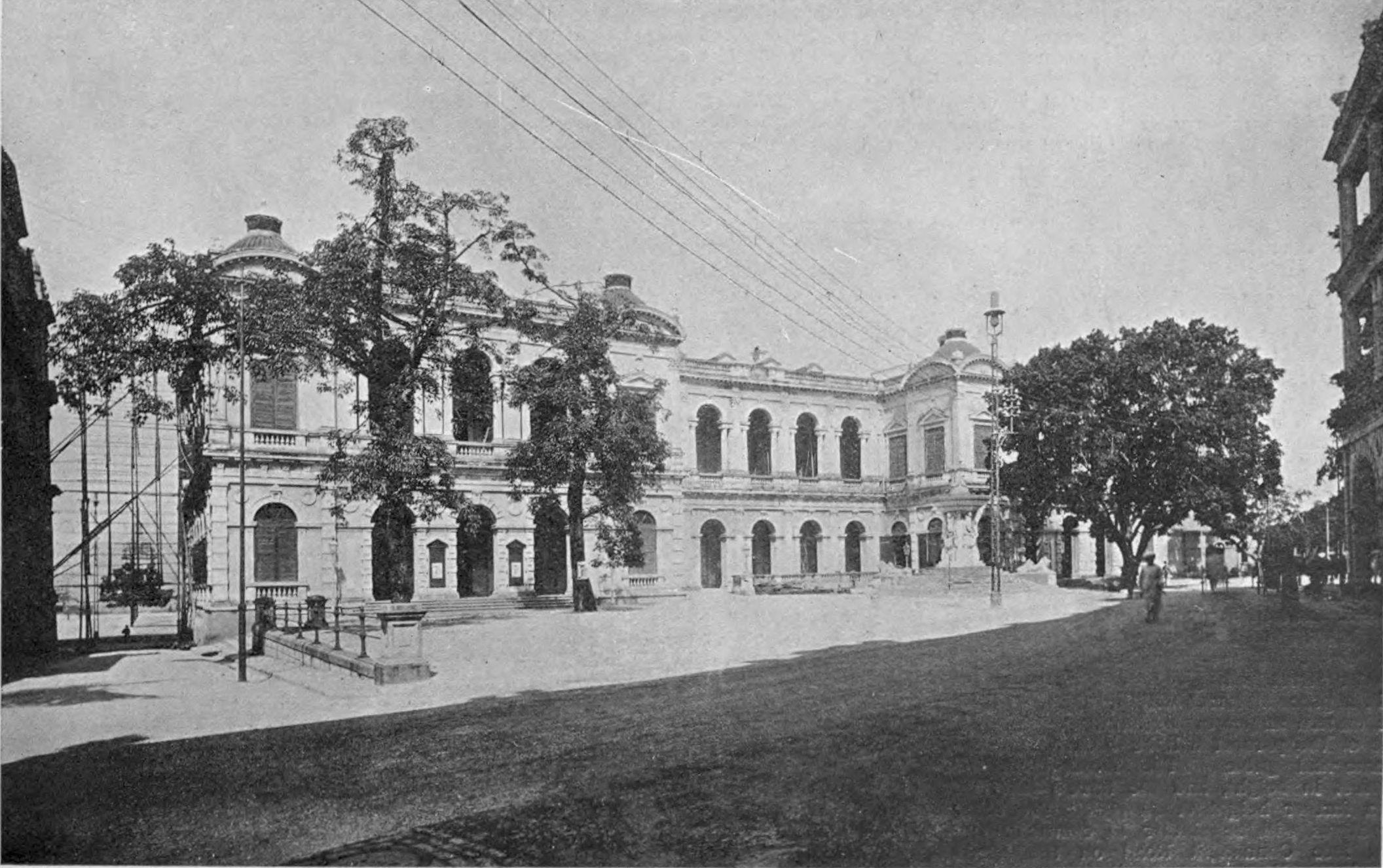
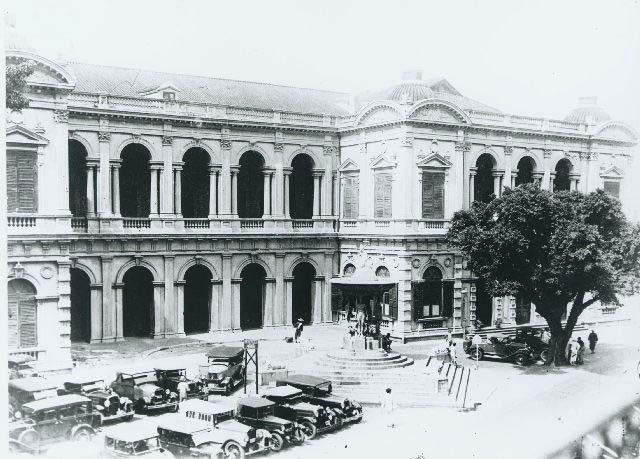
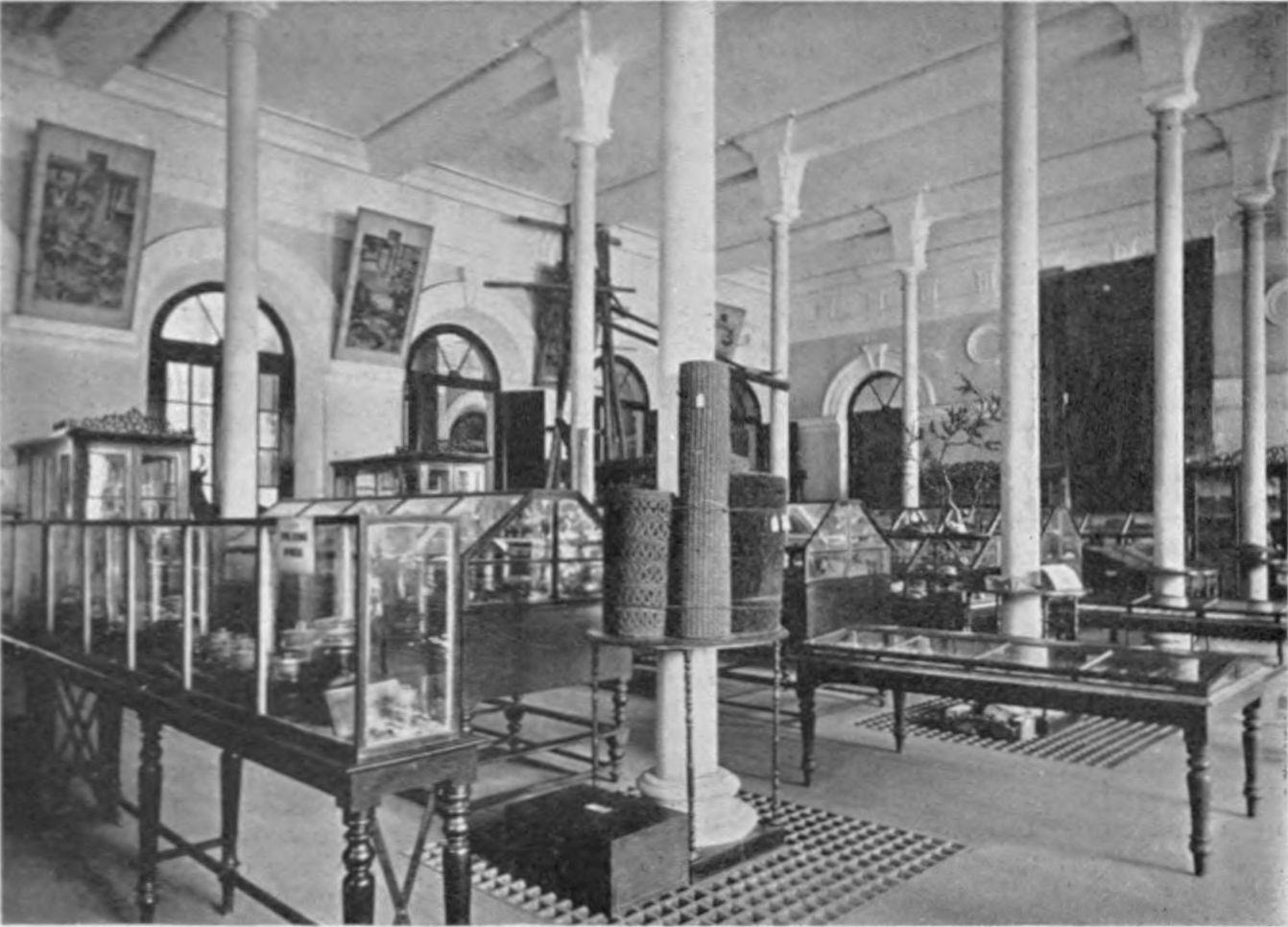
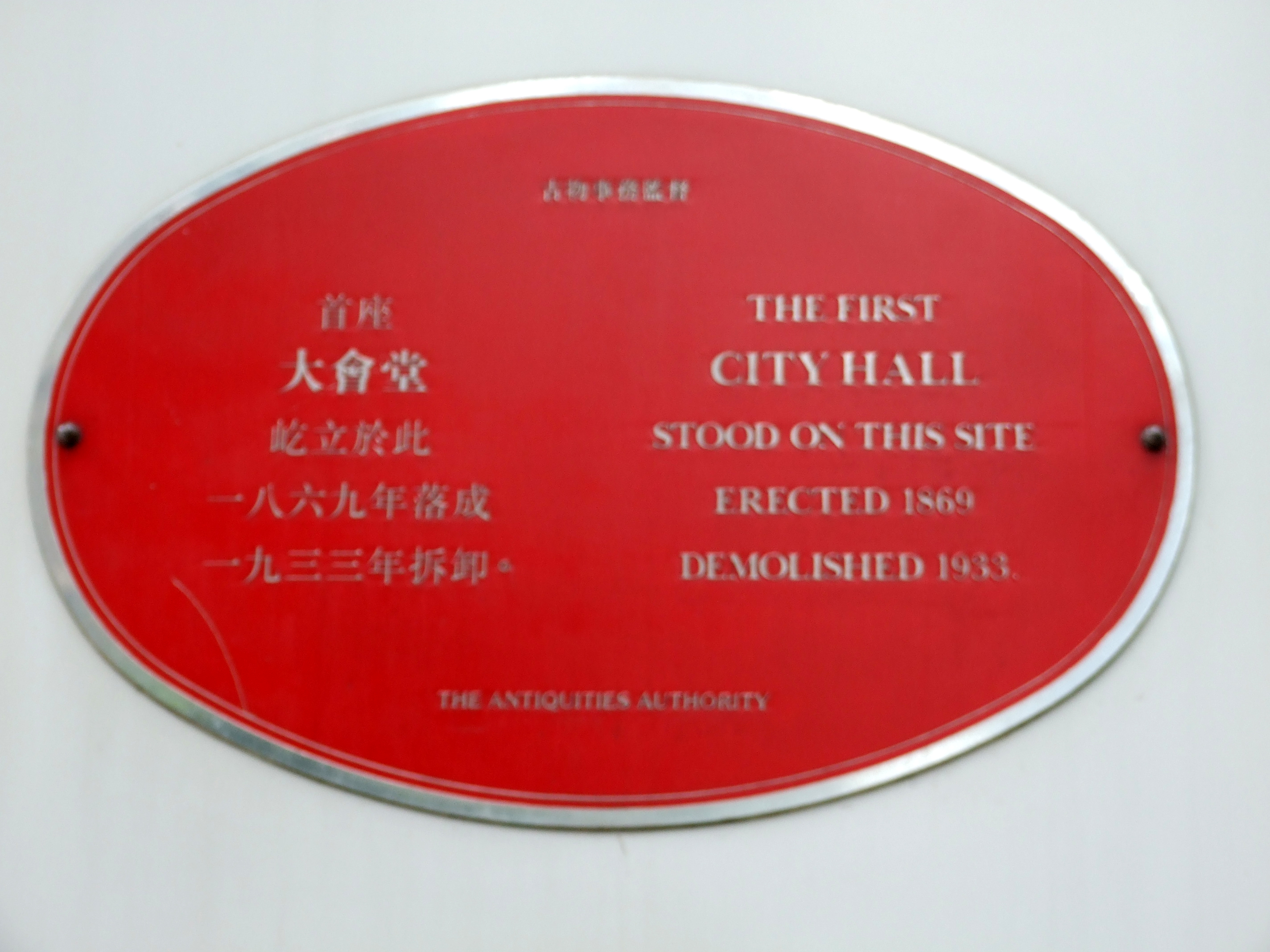